# 岡山短期大学不当配置転換事件
岡山短期大学不当配置転換事件（おかやまたんきだいがくふとうはいちてんかんじけん）は、2016年に岡山短期大学で行われた視覚障害者の教員の配置転換に係る事件。

## 概要

### 配置転換まで
1994年より岡山短期大学で網膜色素変性症を患う人物を教員として勤務していた。採用の際には履歴書にも病名を書き面接でも聞かれたが問題なく採用となった。幼児教育学科で幼稚園教諭や保育士を目指す学生の授業を受け持つ。就職してからも視力は低下していたが、学生に支えられたためあまり不自由はしていなかった。
2014年1月、学長に呼び出されて視覚支援をできる人員がいなくなることから退職を考えるように言われる。加えて、それまでにレポートや答案用紙を学外に持ち出して、知人に採点をする際の代読を依頼していたことが個人情報漏洩に当たると叱責され、始末書を提出させられた。教員は、自費で補佐員を雇うことで授業を継続した。
2016年2月、今後は授業を担当させず学科事務に専念するように通告を受ける。授業中の飲食や教室からの抜け出しなどの学生の不適切な態度を見つけて注意することができないことが理由とされた。短大側は学生ではない人物が学生の不適切な態度を見つけて注意することを禁止していた。

### 裁判とその後
教員は最初は話し合いで解決しようとしたが糸口すらつかめず、やむをえず裁判に訴えることとした。
この教員の裁判や復帰への「支える会」が結成され、多くの人が支援に加わった。2016年5月には、視覚障害のある全国の大学教授が文部科学省で会見し、この問題に対して声を上げる。
裁判で教員は視覚障害を理由とした配置転換であり違法と主張、対して短大側は視覚障害を理由とした配置転換ではなく能力を欠いているため授業を外したと主張した。
2018年11月に裁判の結果、最高裁判所で教員の勝訴が確定し、短大の業務命令に従う義務はないと認められた。
その後に教員は短大側に授業への復帰を求める。だが短大側は（新年度となる）2019年度に担当させる授業はないと回答する。このことで教員は岡山労働局に調停を申請した。
2019年11月、岡山労働局は双方の主張の隔たりが大きく歩み寄りが困難であることから、授業に関しては調停案を示さなかった。同時に授業以外の業務で短大側が合理的配慮を行ったり定期的に協議することを提示し、12月に双方がこれを受諾した。
2023年時点でも、教員は教職を外されたまま勤務を続けていると報じられている。